# Bény-sur-Mer
Bény-sur-Mer, une commune française du département du Calvados, dans la région Normandie, peuplée de 455 habitants.

## Géographie
Contrairement à son nom, Bény-sur-Mer n'est pas une commune littorale mais distante de 3 km de la Manche. Elle est située à 4 km au sud de Courseulles-sur-Mer et à 13 km au nord-ouest de Caen, la route reliant ces deux villes passant au nord de la commune, et quatre kilomètres au sud-ouest de Douvres-la-Délivrande.
Le 1er janvier 2017, la commune passe de l'arrondissement de Caen à celui de Bayeux
| Reviers        | Courseulles-sur-Mer | Bernières-sur-Mer     |
|                | Bény-sur-Mer        | Douvres-la-Délivrande |
| Fontaine-Henry |                     | Basly                 |

### Hydrographie
La commune est située dans le bassin Seine-Normandie. Elle est drainée par la Mue,.
La Mue, d'une longueur de 22 km, prend sa source dans la commune de Thue et Mue et se jette  dans la Seulles à Reviers, après avoir traversé dix communes. 

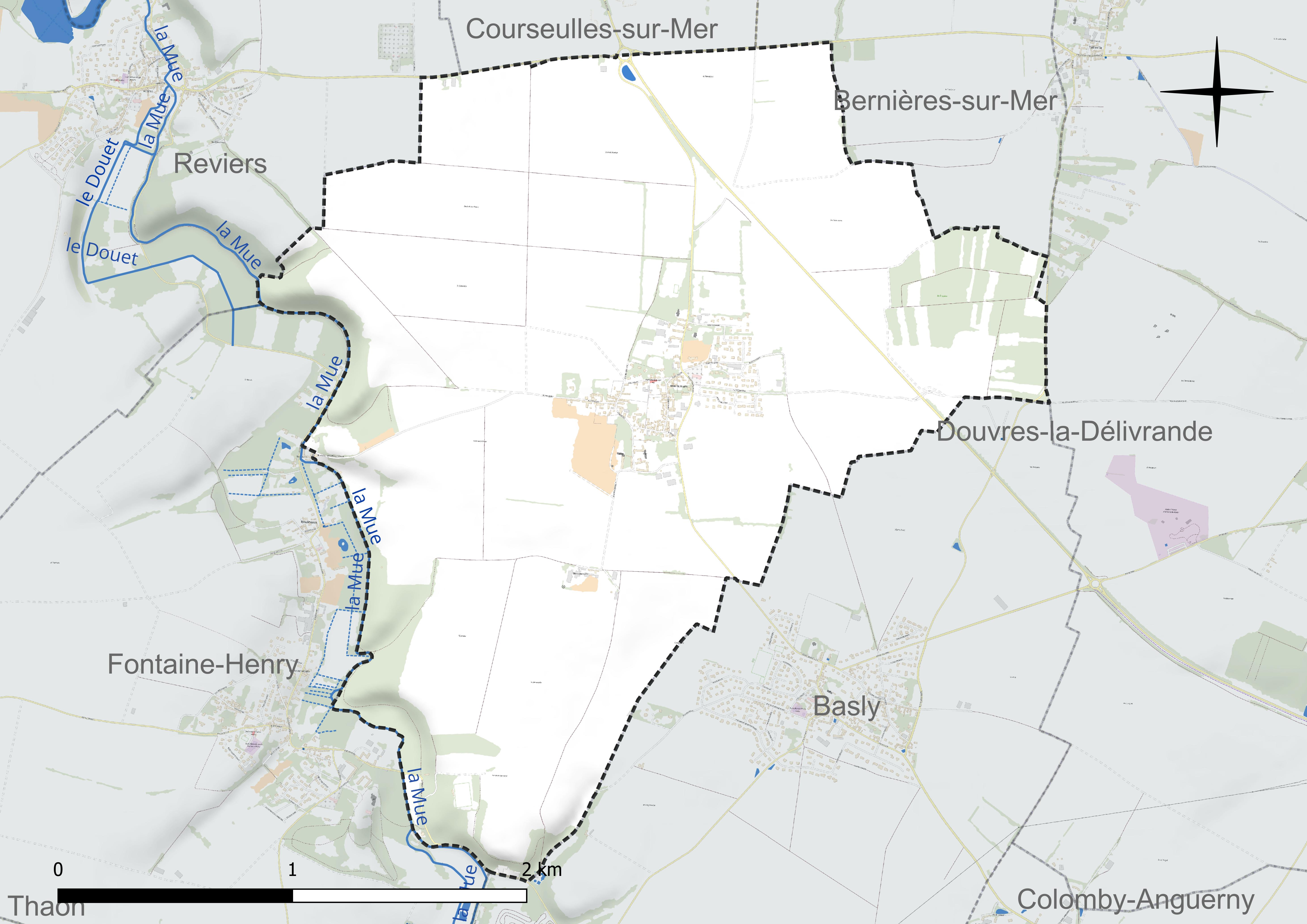
Réseau hydrographique de Bény-sur-Mer.

### Climat
Pour des articles plus généraux, voir Climat de la Normandie et Climat du Calvados.
En 2010, le climat de la commune est de type climat océanique altéré, selon une étude du CNRS s'appuyant sur une série de données couvrant la période 1971-2000. En 2020, Météo-France publie une typologie des climats de la France métropolitaine dans laquelle la commune est exposée à un climat océanique et est dans la région climatique  Normandie (Cotentin, Orne), caractérisée par une pluviométrie relativement élevée (850 mm/a) et un été frais (15,5 °C) et venté. Parallèlement le GIEC normand, un groupe régional d'experts sur le climat, différencie quant à lui, dans une étude de 2020, trois grands types de climats pour la région Normandie, nuancés à une échelle plus fine par les facteurs géographiques locaux. La commune est, selon ce zonage, exposée à un « climat des plateaux abrités », correspondant à la plaine agricole de Caen à Falaise, sous le vent des collines de Normandie et proche de la mer, se caractérisant par une pluviométrie et des contraintes thermiques modérées.
Pour la période 1971-2000, la température annuelle moyenne est de 10,7 °C, avec  une amplitude thermique annuelle de 12 °C. Le cumul annuel moyen de précipitations est de 741 mm, avec 11,9 jours de précipitations en janvier et 7,5 jours en juillet. Pour la période 1991-2020, la température moyenne annuelle observée sur la station météorologique la plus proche, située sur la commune de Bernières-sur-Mer à 5 km à vol d'oiseau, est de 11,7 °C et le cumul annuel moyen de précipitations est de 695,0 mm,. Pour l'avenir, les paramètres climatiques de la commune estimés pour 2050 selon différents scénarios d'émission de gaz à effet de serre sont consultables sur un site dédié publié par Météo-France en novembre 2022.

## Urbanisme

### Typologie
Au 1er janvier 2024, Bény-sur-Mer est catégorisée bourg rural, selon la nouvelle grille communale de densité à 7 niveaux définie par l'Insee en 2022.
Elle est située hors unité urbaine. Par ailleurs la commune fait partie de l'aire d'attraction de Caen, dont elle est une commune de la couronne,. Cette aire, qui regroupe 296 communes, est catégorisée dans les aires de 200 000 à moins de 700 000 habitants,.

### Occupation des sols
L'occupation des sols de la commune, telle qu'elle ressort de la base de données européenne d'occupation biophysique des sols Corine Land Cover (CLC), est marquée par l'importance des territoires agricoles (82,5 % en 2018), une proportion sensiblement équivalente à celle de 1990 (83,3 %). La répartition détaillée en 2018 est la suivante : 
terres arables (82,5 %), forêts (12,2 %), zones urbanisées (5,3 %). L'évolution de l'occupation des sols de la commune et de ses infrastructures peut être observée sur les différentes représentations cartographiques du territoire : la carte de Cassini (XVIIIe siècle), la carte d'état-major (1820-1866) et les cartes ou photos aériennes de l'IGN pour la période actuelle (1950 à aujourd'hui).

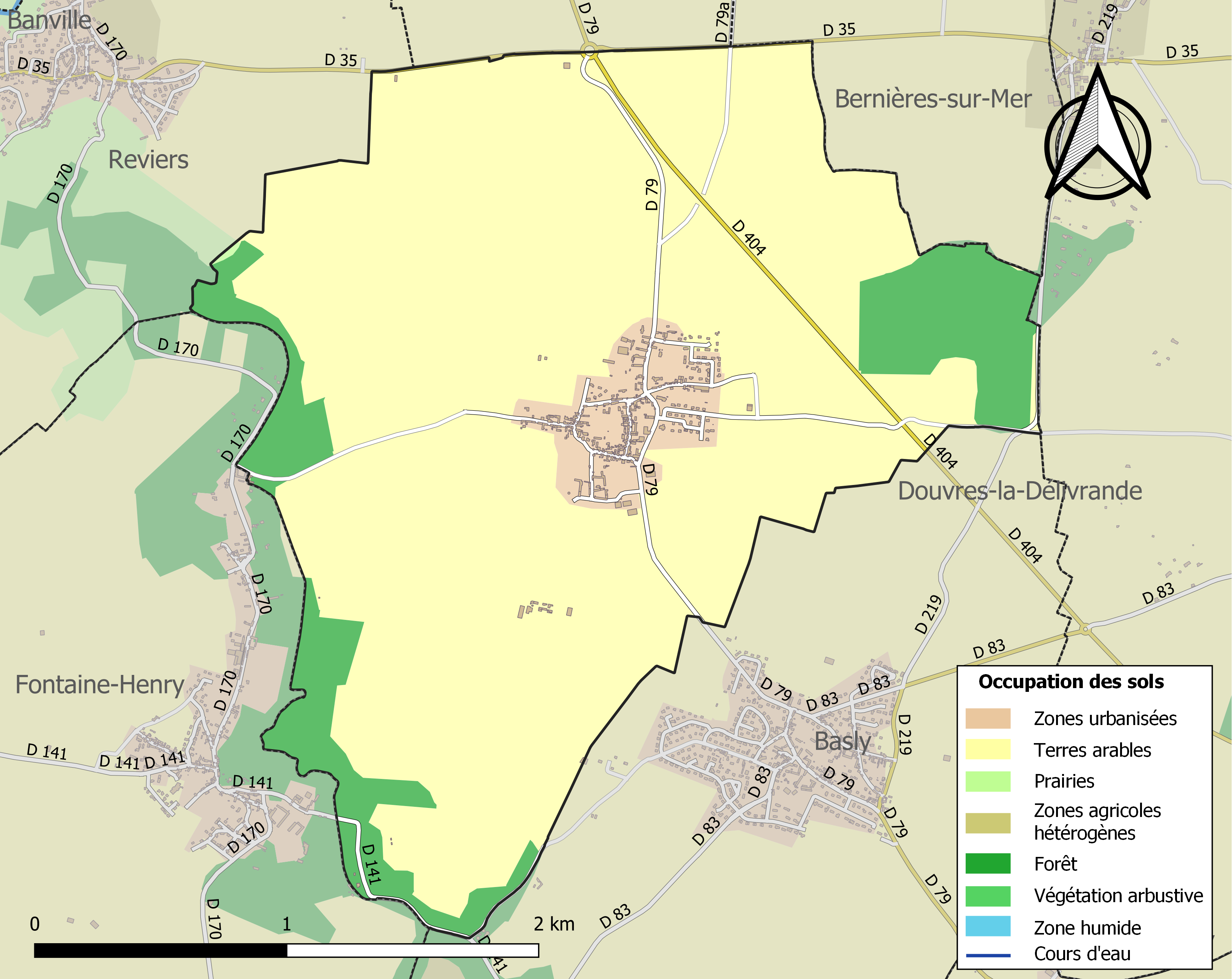
Carte des infrastructures et de l'occupation des sols de la commune en 2018 (CLC).

## Toponymie
Le nom de la localité est attesté sous les formes Beneio entre 1180 et 1185, Beneium au XIVe siècle (livre pelut de Bayeux).
Le gentilé est Bénitien.

## Histoire
Bény-sur-Mer est libérée le 6 juin 1944 par les Canadiens francophones du régiment de la Chaudière débarqués le jour même sur la plage de Juno Beach, 3,5 km plus au nord. La Royal Canadian Air Force aménagea sur le territoire communal un aérodrome qui fonctionna du 18 juin au 7 août 1944.

### Village historique

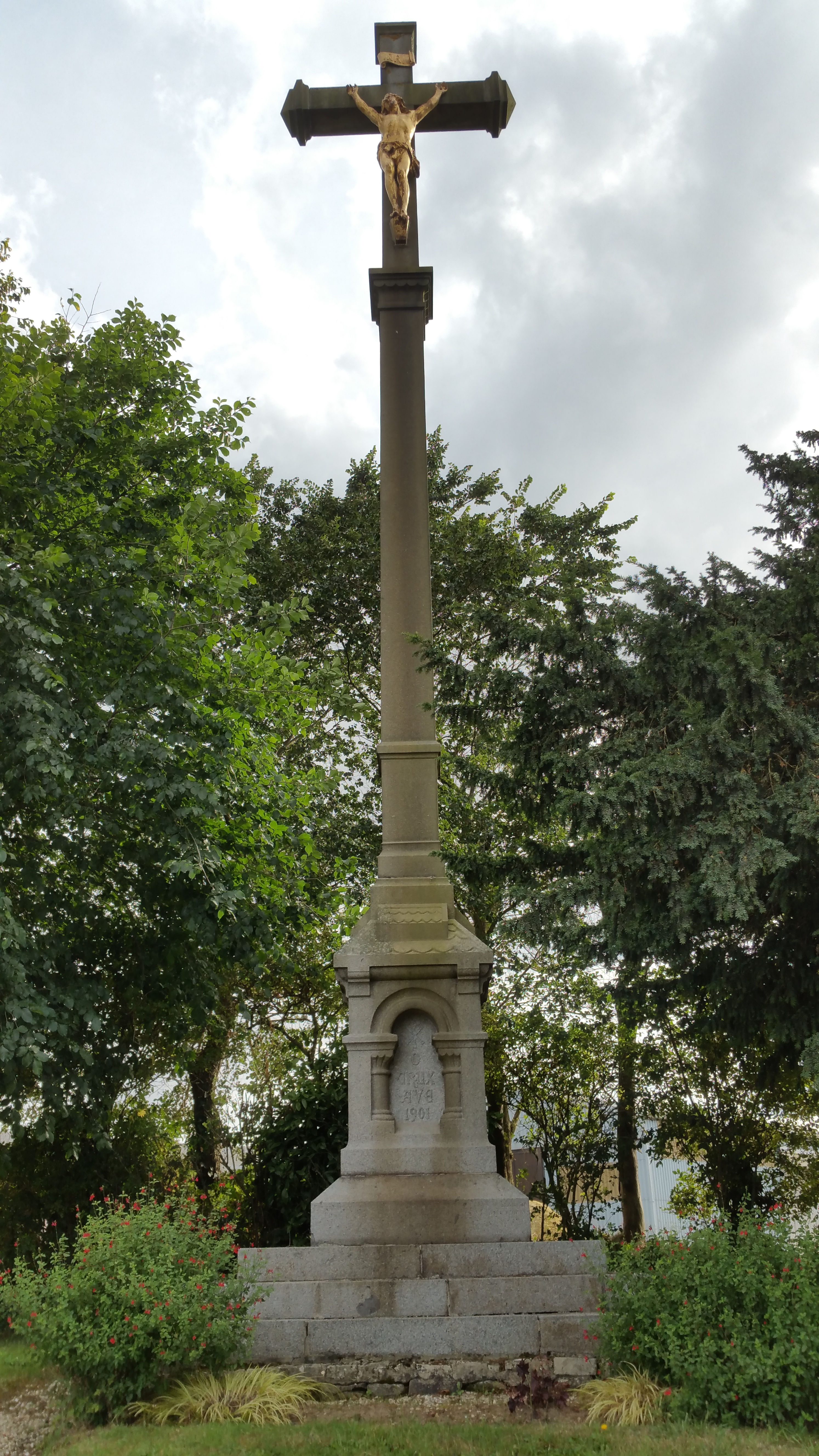
Le calvaire, 1901.

Bény-sur-Mer est classée dans une zone de protection du patrimoine. L'ancien village (celui où est située la mairie et qui fait face au clocher de l'église Saint-Vigor) s'est construit en escargot.
Au centre du village se situe la place du Presbytère (presbytère aujourd'hui occupé par la mairie), au centre se situait une mare. La place mène à la rue du Viquet et à la rue Sainte-Marie. La Grande-Rue ceinture la partie sud du village. La venelle Saint-Vigor traverse le village d'ouest en est.

#### Le château de Bény-sur-Mer
Le château de Bény-sur-Mer appartenait aux seigneurs Montamy et datait du XVIIe siècle. Il a été construit en 1685 par T. Fallet de Bernières.

##### Seconde Guerre mondiale
Pendant la Seconde Guerre mondiale, le château est bombardé car les Allemands en ont fait leur Kommandantur, la seule partie épargnée par les bombardements sont les dépendances.
Le château est inscrit au titre des Monuments historiques depuis le 28 octobre 1998.

##### Le vieux colombier
Le colombier cylindrique se situe dans une propriété privée non loin du château. Il comporte 800 trous de boulins et sert de refuge à de nombreuses espèces d'oiseaux. Un document acté atteste la présence du vieux colombier depuis 1688.

#### Le calvaire
Le calvaire représente un crucifix, il a été édifié en 1901. Il se situe au croisement de la route de Courseulle et la rue de Bracqueville. On peut lire : « O crux ave 1901 » au pied du crucifix.

#### Les grottes
Les grottes de Bény-sur-Mer servirent à l'extraction de pierres de construction[réf. souhaitée].

## Politique et administration
| Période                                  | Période   | Identité         | Étiquette | Qualité              |
| ---------------------------------------- | --------- | ---------------- | --------- | -------------------- |
| (avant 2001)                             | mars 2008 | Bruno Destors    | SE        |                      |
| mars 2008                                | En cours  | Hubert Delalande | SE        | Responsable de dépôt |
| Les données manquantes sont à compléter. |           |                  |           |                      |

## Démographie
L'évolution du nombre d'habitants est connue à travers les recensements de la population effectués dans la commune depuis 1793. Pour les communes de moins de 10 000 habitants, une enquête de recensement portant sur toute la population est réalisée tous les cinq ans, les populations de référence des années intermédiaires étant quant à elles estimées par interpolation ou extrapolation. Pour la commune, le premier recensement exhaustif entrant dans le cadre du nouveau dispositif a été réalisé en 2008.
En 2022, la commune comptait 455 habitants, en évolution de +2,25 % par rapport à 2016 (Calvados : +1,58 %, France hors Mayotte : +2,11 %).
| 1793 | 1800 | 1806 | 1821 | 1831 | 1836 | 1841 | 1846 | 1851 |
| ---- | ---- | ---- | ---- | ---- | ---- | ---- | ---- | ---- |
| 642  | 647  | 629  | 656  | 633  | 647  | 632  | 625  | 618  |

| 1856 | 1861 | 1866 | 1872 | 1876 | 1881 | 1886 | 1891 | 1896 |
| ---- | ---- | ---- | ---- | ---- | ---- | ---- | ---- | ---- |
| 599  | 575  | 582  | 514  | 489  | 454  | 441  | 426  | 382  |

| 1901 | 1906 | 1911 | 1921 | 1926 | 1931 | 1936 | 1946 | 1954 |
| ---- | ---- | ---- | ---- | ---- | ---- | ---- | ---- | ---- |
| 354  | 352  | 334  | 256  | 307  | 256  | 284  | 291  | 313  |

| 1962 | 1968 | 1975 | 1982 | 1990 | 1999 | 2006 | 2008 | 2013 |
| ---- | ---- | ---- | ---- | ---- | ---- | ---- | ---- | ---- |
| 296  | 288  | 272  | 270  | 278  | 316  | 329  | 333  | 429  |

| 2018 | 2022 | - | - | - | - | - | - | - |
| ---- | ---- | - | - | - | - | - | - | - |
| 445  | 455  | - | - | - | - | - | - | - |

## Culture locale et patrimoine

### Lieux et monuments
- Menhir de la Demoiselle de Bracqueville (Néolithique),  classé au titre des monuments historiques par arrêté du 28 décembre 1933[25].
- Château de Bény-sur-Mer, XVIIe siècle. Le château actuel a été construit en 1685 par T. Fallet de Bernières, trésorier de la fabrique de Bény, sur une construction plus ancienne. Il est partiellement inscrit au titre des monuments historiques par arrêté du 28 octobre 1998[26].
- Église de l'Assomption-de-Notre-Dame, classée au titre des monuments historiques par arrêté du 17 août 1885[27].
- Le cimetière militaire canadien de Bény-sur-Mer ne se trouve pas sur la commune mais lui est limitrophe, situé sur la commune voisine de Reviers.

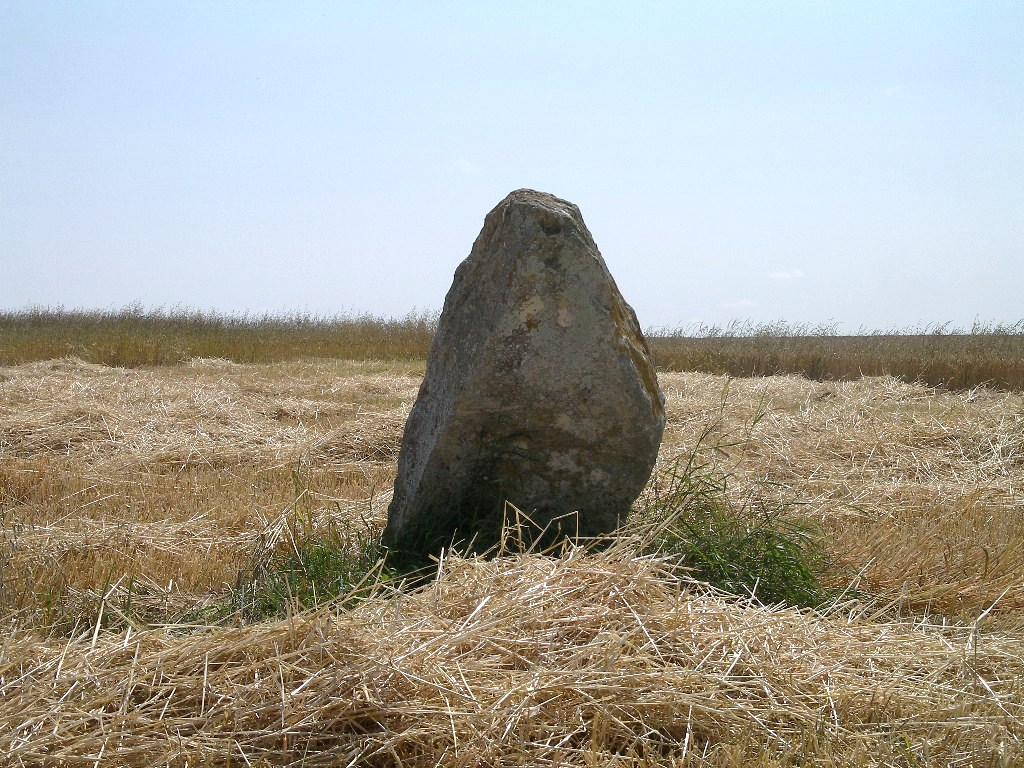
La Demoiselle de Bracqueville.
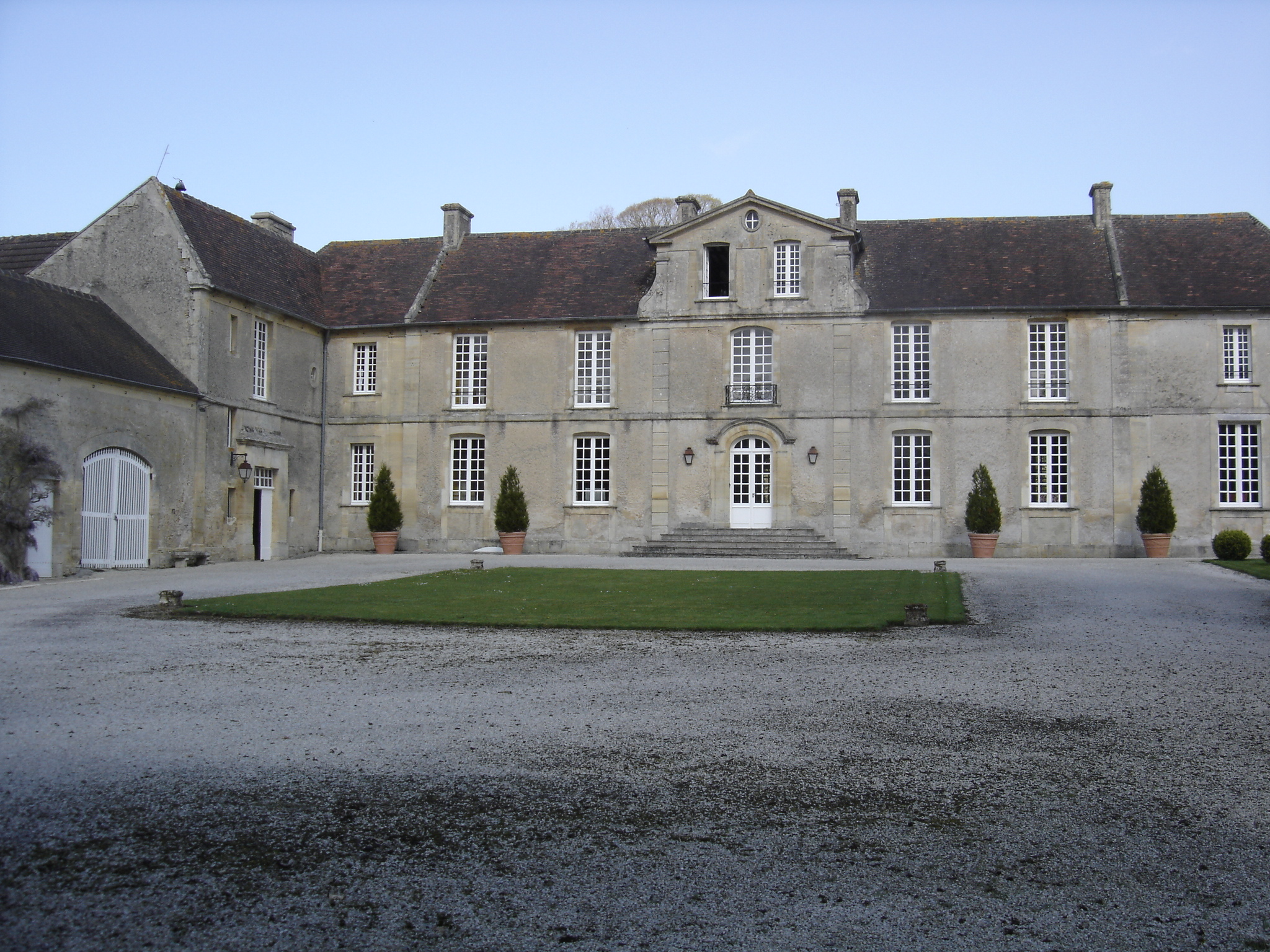
Le château.
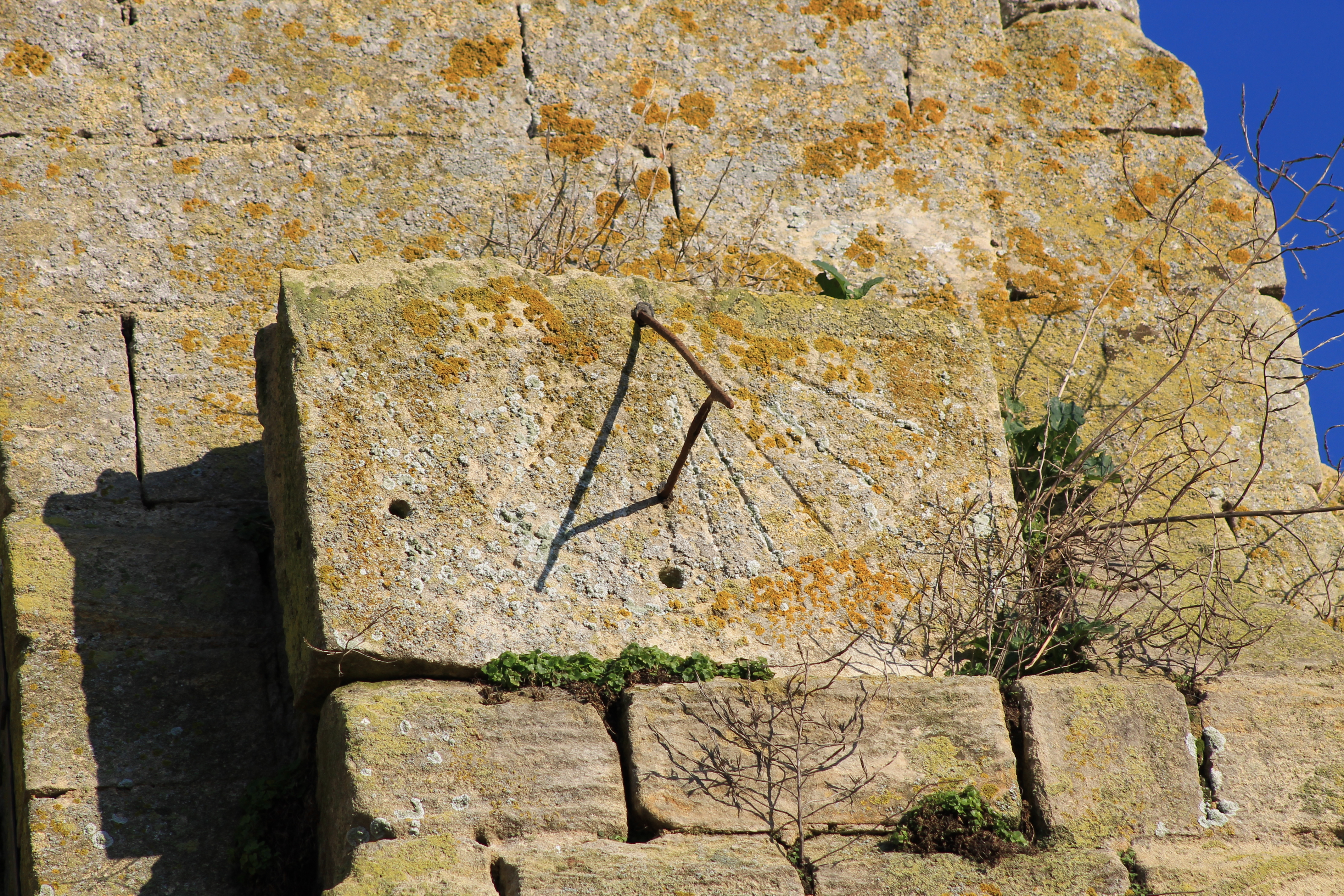
Cadran solaire de l'église.
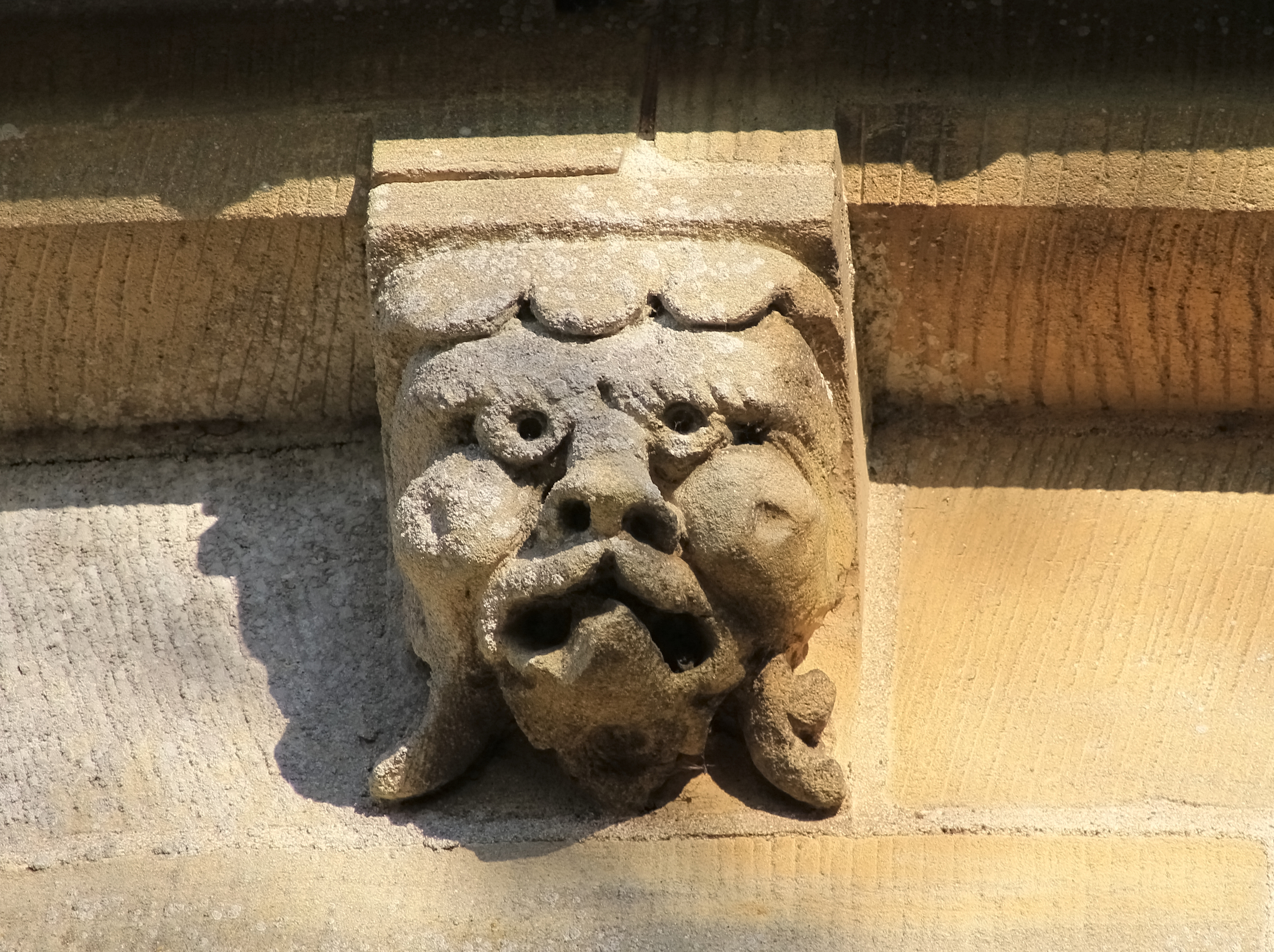
Modillon roman de l'église.
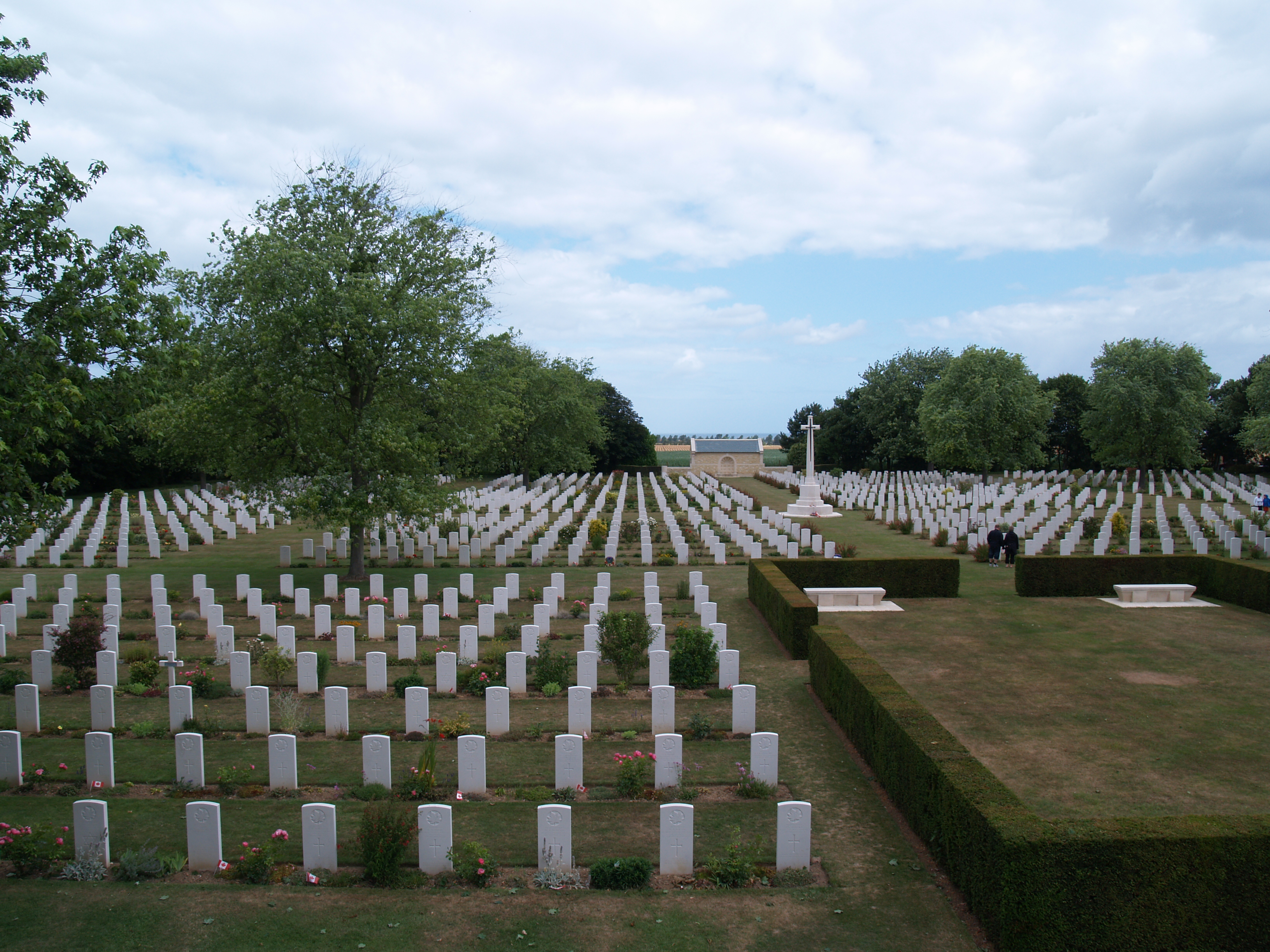
Le cimetière canadien.

#### Les puits
À Bény-sur-Mer, il existe deux puits : le puits Saint-Vigor et le puits de Bracqueville, aussi nommé le puits à misère car il aurait appartenu à un homme très pauvre. 

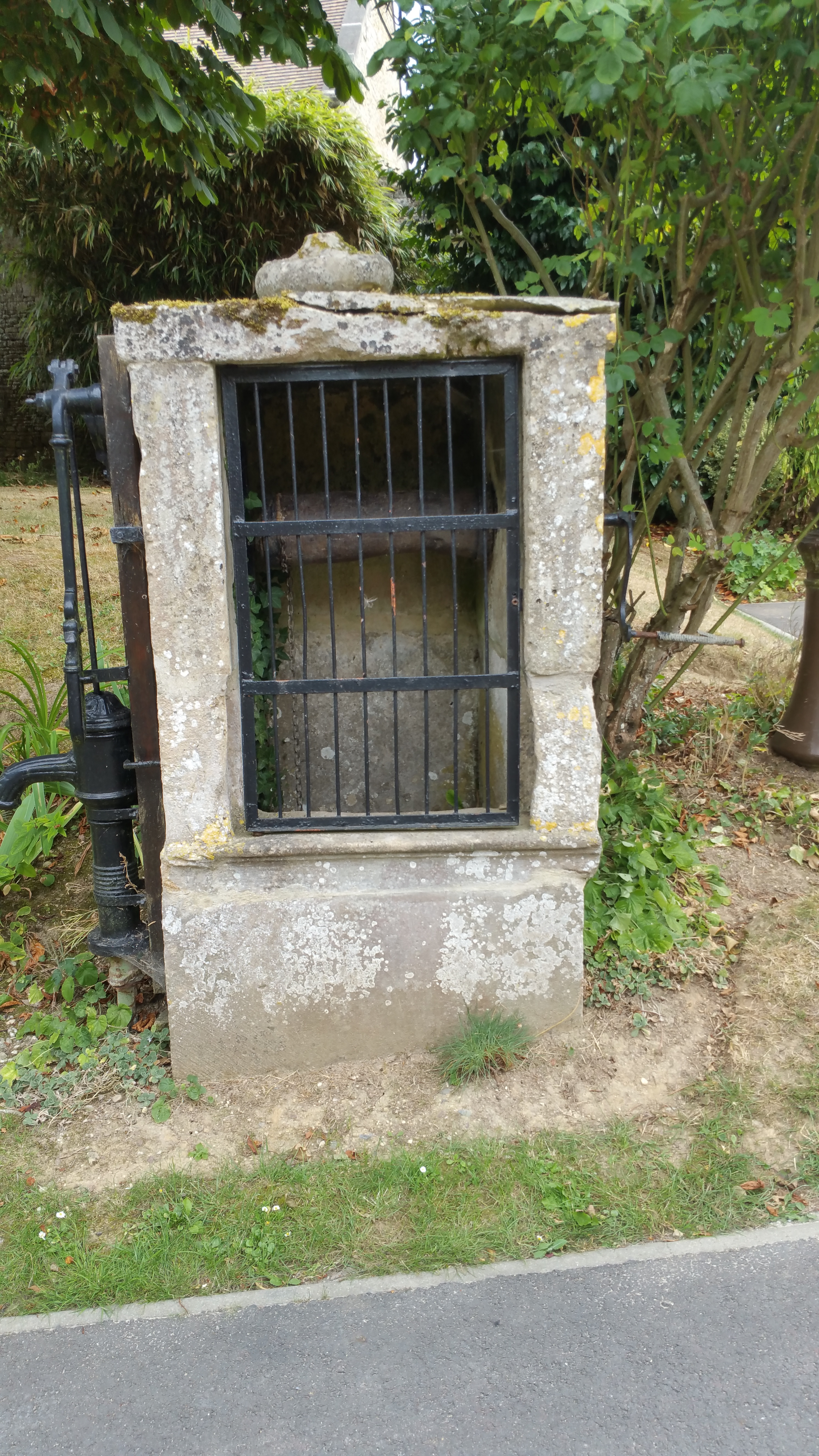
Puits privé de l'ancien presbytère, actuellement mairie.

##### Légende du puits du cimetière

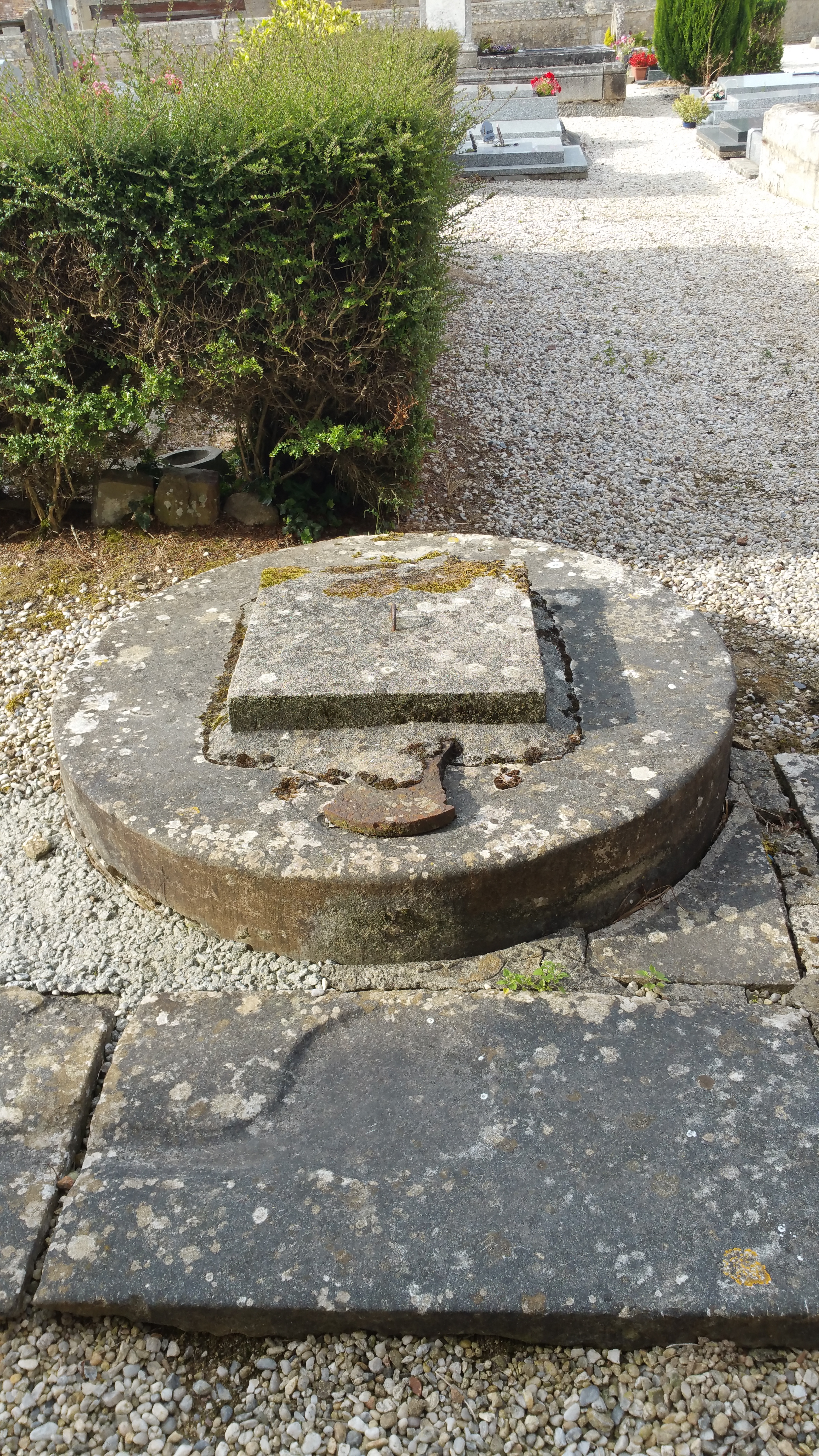
Le puits du cimetière, condamné.

Il existe une légende sur le puits du cimetière, celui-ci aurait été condamné car l'eau avait été empoisonnée par une sorcière ou un être maléfique.
Aujourd'hui quelques hypothèses sont émises. La plus connue est celle de la pollution de l'eau, le puits aurait été pollué par les tombes avoisinantes.
Aujourd'hui, seul le puits du cimetière est encore visible, mais a été condamné.

### Activité et manifestations
Chaque année, vers le mois de mai, le village de Bény-sur-Mer organise une brocante où tous les habitants sont invités à participer. Cette brocante se fait généralement dans la rue Sainte-Marie et la rue du Viquet.

### Salle des fêtes
L'ancienne salle des fêtes de Bény-sur-Mer pouvait accueillir quarante personnes maximum.
La salle des fêtes de Bény-sur-Mer a été inaugurée le samedi 15 octobre 2016 par le maire Hubert Delalande, mais n'est en service que depuis décembre 2015. Elle dispose de nombreuses places de parking, de 200 m2 d'espace et peut accueillir 150 personnes assises et 600 debout.
La salle des fêtes est majoritairement utilisée par les associations locales.

### Héraldique
| Blason de Bény-sur-Mer | Blason  | Écartelé : au 1er de gueules à deux léopards d'or, armés et lampassés d'azur, l'un au-dessus de l'autre, au 2e de sinople à un menhir d'argent, au 3e d'argent à une feuille d'érable de gueules, au 4e de gueules à la Vierge à l'Enfant d'or. |
| Blason de Bény-sur-Mer | Détails | Les deux léopards d'or sur champ de gueules rappellent les armes de la Normandie. Le statut officiel du blason reste à déterminer. |